# ماری ئی. کلارک

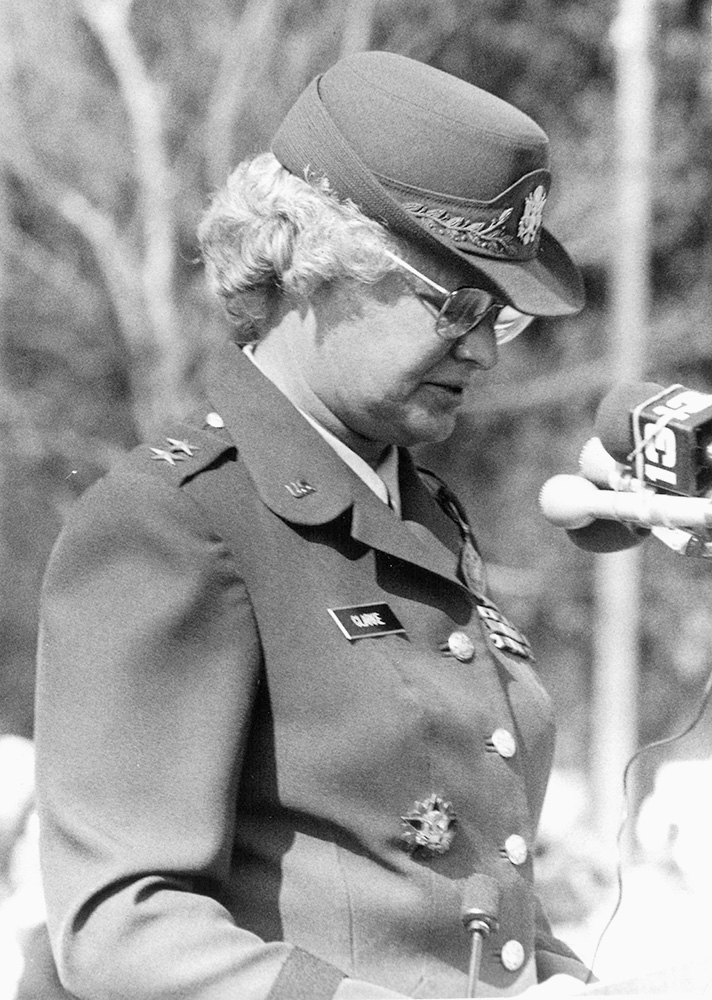
ژنرال کلارک در مراسم بازنشستگی خود در مرکز دابلیوای‌سی، فورت مک کلن صحبت می‌کند.

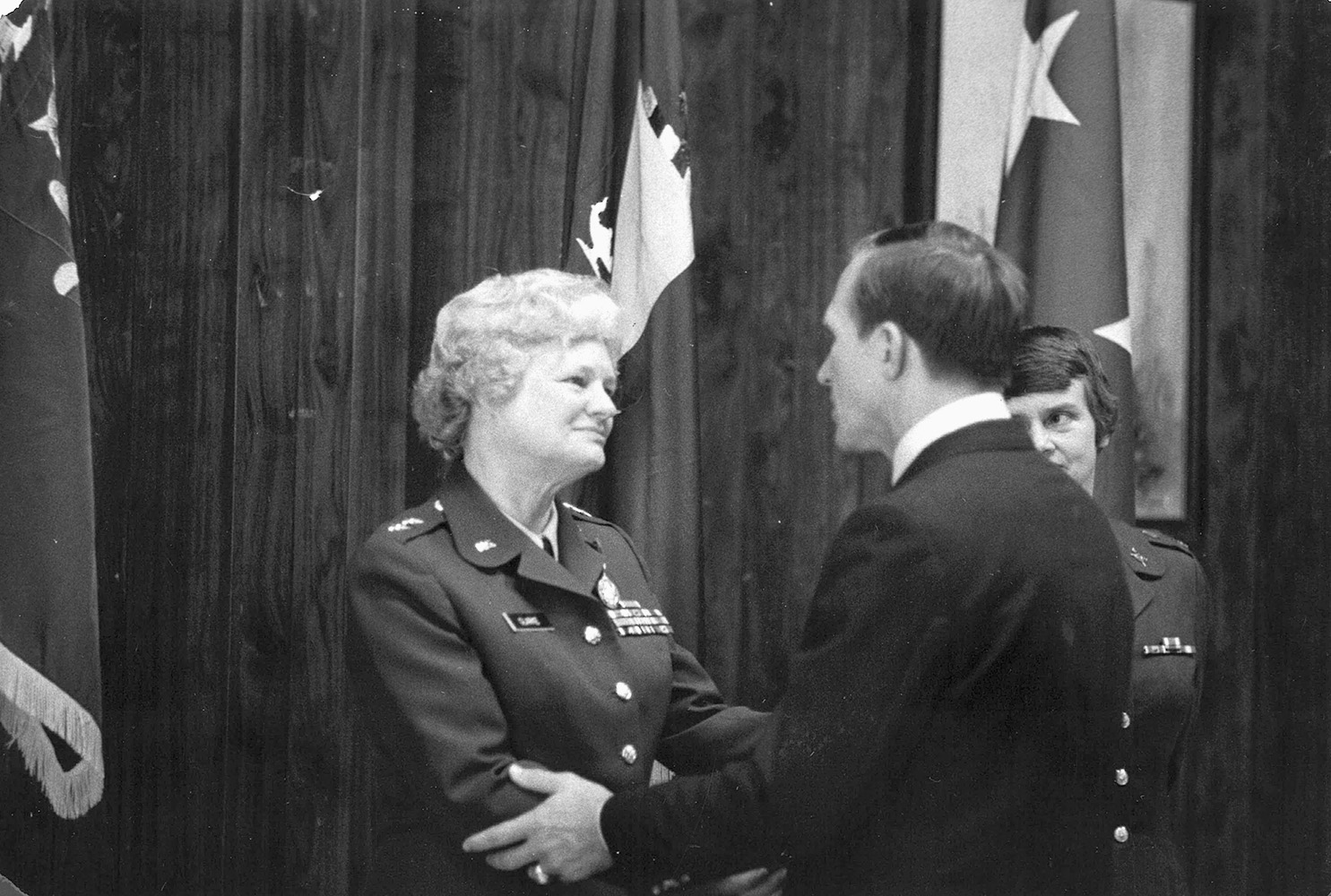
دستیار وزیر ارتش (امور نیروی انسانی و ذخیره) هری ان. والترز در مراسم بازنشستگی ژنرال کلارک، ۳۱ اکتبر ۱۹۸۱.

مری الیزابت کلارک (زاده ۳ دسامبر ۱۹۲۴ - درگذشته ۱۰ ژوئن ۲۰۱۱) افسر ارتش ایالات متحده بود که رئیس بخش نیروهای ارتش زنان بود. او در ارتش ایالات متحده به درجه سرلشکری ارتقا یافت و اولین زنی بود که به این درجه رسید. او سی و شش سال در ارتش ایالات متحده خدمت کرد که طولانی‌ترین دوره خدمت برای یک زن در ارتش ایالات متحده به حساب می‌آمد. در سال ۱۹۷۸ دانشگاه نورویچ به او دکترای افتخاری در علوم نظامی اعطا کرد. او در سال ۱۹۸۱ بازنشسته شد و در کمیته مشورتی وزارت دفاع در مورد زنان در خدمت بود.

## اوایل زندگی و تحصیل
کلارک در ۳ دسامبر ۱۹۲۴ در راچستر، نیویورک به دنیا آمد. او در مدرسه ایده‌آل راچستر و دبیرستان راچستر غرب تحصیل کرد. در بیست سالگی به او لقب بتی داده شد.

## پیشه
اولین کار کلارک به عنوان منشی و بعداً به عنوان کارگر دفاعی بود. هنگامی که او بیست و یک ساله بود، در اوت ۱۹۴۵، درست قبل از پایان جنگ جهانی دوم، در فورت د موین، آیووا، در نیروهای ارتش زنان (WAC) نام‌نویسی کرد. او فکر می‌کرد که قرار است فقط تا پایان جنگ خدمت کند. او در دوره نامزدی افسران ارتش زنان مأمور شد و فرمانده یک هنگ کاملاً مرد فکر می‌کرد که حتی امکان گذراندن دوره آموزشی اولیه هم غیرممکن است. کلارک آموزش اولیه را پشت سر گذاشت و تصمیم گرفت در ارتش بماند. او چهار سال دیگر به عنوان درجه‌دار خدمت کرد. کلارک آموزش‌های خود را در آموزشگاه افسران ارتش موقت فورت د موین واقع در آیووا انجام داد. پس از تکمیل، او سپس به عنوان گروهبان تدارکات در کمپ استونمن، کالیفرنیا منصوب شد. در سال ۱۹۴۸ به او دستور داده شد که به برلین، پایتخت آلمان برود. در میانه بحران محاصره برلین، او با بریگاد برلین در آنجا حضور یافت.
مأموریت بعدی کلارک در مرکز شیمیایی ارتش ایالات متحده و بیمارستان عمومی ولی فورج بود. کلارک سپس به مدت یک سال وظیفه استخدام را انجام داد. او در آموزشگاه کاندیدای افسران نیروهای ارتش زنان در کمپ لی شرکت کرد و پس از تحصیل در سپتامبر ۱۹۴۹، به عنوان ستوان دوم، افسر نیروهای ارتش زنان شد. سپس به توکیو رفت تا افسر فرماندهی در یکی از واحدهای نیروهای ارتش زنان شود و دو سال در آنجا بود تا اینکه به ایالات متحده برود. او از سال ۱۹۵۸ تا ۱۹۷۱ سمت‌های افسری را در تگزاس، آلاباما، مریلند، کالیفرنیا و واشینگتن دی.سی. داشت.
کلارک در دفتر فرصت‌های برابر و معاون رئیس ستاد کارکنان در واشینگتن دی.سی. وظایفی را به عهده گرفت و در تهیه کتاب‌های تاریخی مشاوره انجام می‌داد. او در سال ۱۹۷۲ به درجه سرهنگی رسید و فرمانده مرکز و آموزشگاه نیروهای ارتش زنان ایالات متحده در فورت مک کللن شد. کلارک در سال ۱۹۷۴ مدیر بخش دفتر مشاوره نیروهای ارتش زنان شد. در سال ۱۹۷۵ او سرتیپ و رهبر نیروهای ارتش زنان شد. او در سال ۱۹۷۶ آموزش‌های ویژه‌ای را در آموزشگاه آمادگی آکادمی نظامی ایالات متحده گذراند تا زنان واجد شرایط حضور در دانشگاه‌های نظامی شوند، زیرا پس از آن به زنان اجازه حضور در این دانشگاه‌ها داده شد که ازطریق دستور فدرال رئیس‌جمهور جرالد فورد به دست آمد.
کلارک از سال ۱۹۷۵ تا ۱۹۷۸ به عنوان آخرین مدیر اجرایی در نیروهای ارتش زنان بود، زیرا در پایان دولت او منحل شد. پس از این مأموریت به او درجه ژنرال دو ستاره داده شد و در نوامبر ۱۹۷۸ به سرلشکری ارتقا یافت. سپس بلافاصله فرمانده آموزشگاه و مرکز آموزش پلیس نظامی ارتش ایالات متحده شد. در طول تصدی خود، در سال ۱۹۷۹، او بر بازگشت آموزشگاه شیمی ارتش ایالات متحده از آبردین پروو گراوند در نزدیکی اجوود، مریلند به خانه سابق خود در فورت مک‌کللان در نزدیکی شهر آنیستون، آلاباما نظارت کرد. او اکنون با سه مأموریت اصلی، یک تیپ آموزشی پایه، آموزشگاه پلیس نظامی ارتش و آموزشگاه شیمی ارتش، فرمانده پلیس نظامی ارتش ایالات متحده آمریکا و آموزشگاه شیمی، مرکز آموزشی، فورت مک‌کللان، آلاباما شد. این اولین بار بود که یک زن فرماندهی یک تأسیسات نظامی بزرگ را بر عهده داشت. در سال ۱۹۷۸ کلارک به اولین زنی تبدیل شد که به درجه سرلشگری در ارتش ایالات متحده دست یافت. ۲ سال بعد در سال ۱۹۸۰ او اولین زنی بود که ۳۵ سال خدمت مستمر نظامی فعال را در ایالات متحده به پایان رساند. او در مجموع سی و شش سال در ارتش خدمت کرد و در سال ۱۹۸۱ بازنشسته شد. این طولانی‌ترین خدمتی است که تا به حال توسط یک زن انجام شده است.

## اواخر زندگی و مرگ
کلارک در سال ۱۹۸۰ مسئول منابع انسانی معاون رئیس ستاد در واشینگتن دی.سی. بود و تا زمان بازنشستگی در سال ۱۹۸۱ در آنجا بود. در سال ۱۹۸۴ او توسط وزیر دفاع برای زنان در کمیته مشاوره دفاعی خدمت منصوب شد. او در سال ۱۹۸۶ به سمت نایب رئیسی ارتقا یافت. در سال ۱۹۸۹ او به عضویت و سپس رئیس کمیته مشورتی زنان کهنه سرباز درآمد. وی در سال ۱۹۹۲ عضو کمیسیون تعیین تکلیف زنان در نیروهای مسلح ریاست جمهوری بود. کلارک در ۱۰ ژوئن ۲۰۱۱ در سن آنتونیو، تگزاس درگذشت و در گگورستان ملی فورت سام هیوستون در شهرستان بیر، تگزاس به خاک سپرده شد.

## افتخارات و نشان‌ها
|  |  |  |  |  |  |
|  |  |  |  |  |  |
|  |  |  |  |  |  |
|  |  |  |  |  |  |

| لژیون افتخار                                             |                                                          |                                    |                                    |                                      |                                      |
| مدال خدمات شایسته با خوشه برگ بلوط                       | مدال خدمات شایسته با خوشه برگ بلوط                       | مدال قدردانی ارتش با خوشه برگ بلوط | مدال قدردانی ارتش با خوشه برگ بلوط | مدال رفتار خوب                       | مدال رفتار خوب                       |
| مدال خدمات ارتش زنان                                     | مدال خدمات ارتش زنان                                     | مدال کمپین آمریکایی                | مدال کمپین آمریکایی                | مدال پیروزی جنگ جهانی دوم            | مدال پیروزی جنگ جهانی دوم            |
| مدال ارتش اشغالگر با دستگاه برلین ایرلیفت و بند «آلمان». | مدال ارتش اشغالگر با دستگاه برلین ایرلیفت و بند «آلمان». | مدال برای اقدام انسانی             | مدال برای اقدام انسانی             | مدال خدمات دفاع ملی با خوشه برگ بلوط | مدال خدمات دفاع ملی با خوشه برگ بلوط |

کلارک مدال خدمات برجسته، لژیون افتخار و مدال خدمات شایسته را با خوشه برگ بلوط به دست آورد. یونیفرم او در نمایشگاه پنتاگون به نمایش گذاشته شد که به یاد کمک‌های حیاتی زنان پیشگام ارتش بود.

## ارتقاها
- ثبت‌نام - ۱۰ اوت ۱۹۴۵
- ستوان دوم - ۲۹ سپتامبر ۱۹۴۹
- ستوان یکم - ۷ سپتامبر ۱۹۵۳
- کاپیتان - ۳۰ آوریل ۱۹۵۴
- سرگرد - ۵ اکتبر ۱۹۶۱
- سرهنگ دوم - ۲۴ نوامبر ۱۹۶۵
- سرهنگ - ۱۹۷۲
- سرتیپ - ۱۹۷۵
- سرلشکر - ژوئن 1978[۷]